# Monumento natural Laguna de los Cisnes
El Monumento natural Laguna de los Cisnes es un monumento natural ubicado en el lago de Los Cisnes perteneciente a la provincia de Tierra del Fuego, que posee una superficie protegida de 25,3 hectáreas.
Fue creado como parque nacional de Turismo, por el Decreto n.º 207 del 22 de abril de 1982 del Ministerio de Agricultura. El 13 de octubre de 1982, a través del Decreto n.º 160 del Ministerio de Agricultura, fue desafectado de la calidad de parque nacional y declarado Monumento Natural.
Tiene una superficie de 25,3 hectáreas, que corresponden a los 7 islotes interiores del lago de Los Cisnes.
Se sitúa 6 kilómetros al norte de Porvenir, capital de la Provincia de Tierra del Fuego, en los 53°15′ de Latitud Sur y 70°22′ de Longitud Oeste.

## Vías de Acceso
Vía terrestre por un camino ripiado de 8 kilómetros que se mantiene en buen estado durante todo el año, y bordea la costa del Estrecho de Magallanes.

## Clima
Estepa frío con degeneración esteparia. La temperatura media alcanza los 8 °C, variando las extremas entre los -10 y los 18 °C. Las temperaturas más altas se producen durante los meses de enero y febrero.
Las precipitaciones medias anuales son de 400 a 500 mm, con la mayor concentración entre mayo y septiembre. La humedad varía entre el 60 y 90 por ciento.

## Medio Ambiente
La presencia de una variada y rara avifauna terrestre y marítima ha justificado la creación de este Monumento Natural, que se ha ido reduciendo paulatinamente debido a la desecación de la Laguna.

## Flora y Fauna
La flora no tiene mayor importancia, por cuanto los islotes que constituyen el Monumento Natural se encuentran desprovistos de vegetación en tanto aa fauna del área está compuesta principalmente por aves, desconociéndose la cantidad y estado en que se encuentra cada una de ellas. Entre las especies observadas, se cuentan: Cisne de cuello negro (Cygnus melancoryphus), Cisne de cuello blanco (Coscoroba coscoroba), Flamenco (Phoenicopterus chilensis), Canquén (Chloephaga poliocephala), Caiquén (Chloephaga picta), Carancho o Traro (Polyborus plancus) y diversas especies de patos.